# Johnny Weir
John Garvin „Johnny“ Weir (* 2. Juli 1984 in Coatesville, Pennsylvania) ist ein US-amerikanischer Eiskunstläufer, der im Einzellauf startet.

## Sportliche Karriere
Weirs erste Leidenschaft galt dem Reitsport, den er im Kindesalter recht erfolgreich betrieb. Erst im Alter von elf Jahren begann er sich für das Eiskunstlaufen zu interessieren. Inspiriert dazu wurde er von Oksana Bajul, deren Olympiasieg 1994 er im Fernsehen mitverfolgte. Bevor ihm seine Eltern ein Paar Schlittschuhe zu Weihnachten schenkten, brachte er sich das Rollschuhlaufen im Keller seines Hauses bei. Danach versuchte er sich mit seinen Schlittschuhen auf einem gefrorenen Getreidefeld hinter seinem Haus. Schließlich nahm er an der Universität von Delaware Eiskunstlaufunterricht bei Priscilla Hill. Seine Familie zog hierfür nach Newark um.
Obwohl Weir erst mit zwölf Jahren mit dem Eiskunstlauftraining begann, machte er schnelle Fortschritte. Bereits in seiner ersten Trainingswoche stand er einen Axel, eine Woche später einen doppelten Axel und einen Monat später seinen ersten dreifachen Sprung, einen Flip. Aus Zeitgründen musste er das Reiten aufgeben und konzentrierte sich von nun an auf das Eiskunstlaufen. Seinen ersten großen Erfolg erzielte Weir im Jahr 2001 mit dem Gewinn der Juniorenweltmeisterschaft vor seinem Landsmann Evan Lysacek. 2003 wechselte Weir vom University of Delaware FSC zum Skating Club of New York.

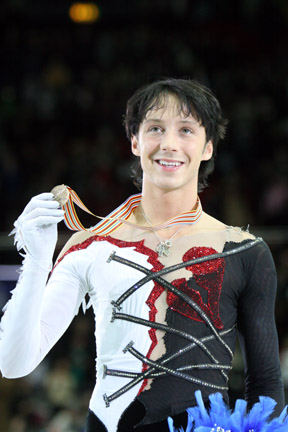
Johnny Weir bei der Weltmeisterschaft 2008

Im Jahr 2004 wurde Weir erstmals US-amerikanischer Meister. Er verteidigte diesen Titel 2005 und 2006. Sein Weltmeisterschaftsdebüt 2004 beendete er auf dem fünften Platz. 2004 gewann Weir mit Siegen bei der Trophée Eric Bompard und der NHK Trophy seine ersten Grand-Prix-Wettbewerbe. Bei der Weltmeisterschaft im darauffolgenden Jahr verbesserte er sich im Vergleich zum Vorjahr um einen Platz und wurde Vierter. 2006 bestritt Weir seine ersten Olympischen Spiele und beendete sie auf dem fünften Platz. Bei der Weltmeisterschaft konnte er sich nicht verbessern und wurde Siebter.

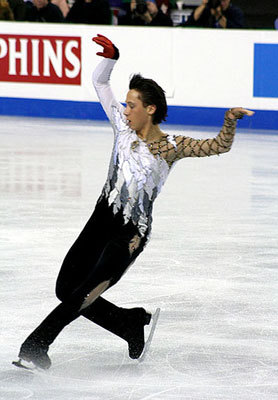
Johnny Weir bei seinem Programm „Der Schwan“ (2006)

Im Frühjahr 2007 verließ Weir seine langjährige Trainerin Priscilla Hill und wechselte nach New Jersey zu Halyna Smijewska, die bereits Wiktor Petrenko und Oksana Bajul zum Olympiatitel führte. Als Grund gab er an, dass er jemanden brauche, der ihn antreiben könne und Priscilla Hill für ihn zu einer Art „Ersatzmutter“ geworden sei.

Die Saison 2007/2008 verlief für Weir außerordentlich erfolgreich. Nach zwei Siegen bei Grand-Prix-Wettbewerben – Cup of China und Cup of Russia –, wo er unter anderem auch den zweimaligen Weltmeister Stéphane Lambiel schlug, gewann Weir in Göteborg mit Bronze seine erste und einzige Medaille bei Weltmeisterschaften.

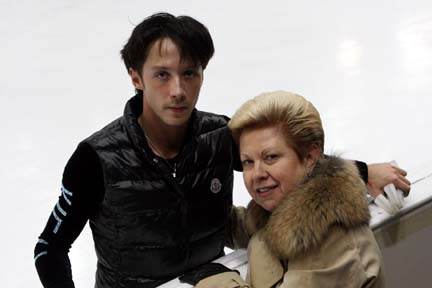
Johnny Weir mit Trainerin Halyna Smijewska, 2007

Im Jahr darauf konnte Weir sich nicht für die Weltmeisterschaft qualifizieren. 2010 kam er aber wieder zurück und wurde bei den Olympischen Spielen in Vancouver Sechster. Dabei wurde er von PETA und den Friends of Animals wegen seines Eislaufkostüms mit Fuchsfellapplikationen angegriffen. Aufgrund der Drohungen der Tierrechtlern brachte er Kunstpelz an seinem Kostüm an, betonte aber, dass Pelztragen eine „personal choice“ sei. Er fragte, ob die Aktivisten wüssten, dass alle Eisläufer Lederschuhe trügen. Die Drohungen der Aktivisten zwangen Weir außerdem dazu, während der Olympischen Spiele die Wohnung zu wechseln.
Im Sommer 2010 gab Weir bekannt, dass er in der folgenden Saison 2010/11 nicht am Wettbewerb teilnehmen werde, aber nicht die Absicht habe, seine Karriere zu beenden. Er wolle sein künstlerisches Profil neu erfinden und dann in den Wettbewerb zurückkehren. Er setzte letztlich noch eine zweite Saison aus. In dieser Zeit trat er in zahlreichen Eisshows auf, war zusammen mit Dick Button Preisrichter in der Fernsehshow Skating With the Stars und veröffentlichte eine Autobiografie.
Anfang 2012 gab Weir seine Rückkehr zum Wettbewerb bekannt, verbunden mit seiner Absicht, sich für die Olympischen Winterspiele 2014 in Sotschi zu qualifizieren. Er widersprach beharrlich der Annahme, es handele sich um eine PR-Aktion: Es werde nicht einfach sein, gegen 19-Jährige anzutreten, aber er verfolge dieses Ziel ernsthaft und trainiere einen Vierfachsprung, um konkurrenzfähig zu sein. Er arbeitete mit selben Trainingsteam zusammen wie zuvor. Für sein Kurzprogramm wollte er das Lied Poker Face von Lady Gaga nutzen, von der er ein Fan ist. Da es zu diesem Zeitpunkt noch nicht erlaubt war, in Eiskunstlauf-Wettbewerben zu Musik mit Gesang anzutreten, wandte er sich – vermittelt durch deren Mutter – an Lady Gaga, die ihm eine instrumentale Version des Liedes zukommen ließ. Er arbeitete außerdem mit Lady Gagas Choreografen zusammen. Seine Kür lief er zu dem Lied Phoenix von Edvin Marton und der Band Escala. Weir trat als erstes in der Finlandia Trophy 2012 an, wo er den vierten Platz belegte. Er sagte später, dies sei der schwierigste Wettbewerb seine Karriere gewesen. Weir erhielt zwei Einladungen in die Grand-Prix-Serie. Beim ersten der Wettbewerbe, dem Rostelecom Cup, litt er unter einer Verschlimmerung einer Kreuzband-Verletzung, die er sich einige Wochen zuvor im Training zugezogen hatte. Er belegte nur den 10. Platz im Kurzprogramm und zog seine Teilnahme an der Kür zurück. Er trat in dieser Saison in keinem weiteren Wettbewerb an, ebenso wenig in Wettbewerben zu Beginn der folgenden Saison – der letzten Möglichkeit, sich für die Olympischen Spiele zu qualifizieren. Im Herbst 2013 gab Weir offiziell das Ende seiner leistungssportlichen Karriere bekannt.

### Technik, Stil und Einfluss
Johnny Weir ist als künstlerischer Eiskunstläufer bekannt, der einen grazilen, tänzerischen Stil perfektioniert hat. Er war für seine außergewöhnlich guten Pirouetten und komplexen Schrittfolgen anerkannt. Seine hohen Punktzahlen für den künstlerischen Ausdruck trugen über lange Zeit maßgeblich dazu bei, dass Weir im Wettbewerb konkurrenzfähig bleib, obwohl er bis 2005 keinen Vierfachsprung beherrschte, während seine Konkurrenten – Evan Lysacek, Timothy Goebel und Michael Weiss auf nationaler, Jewgeni Pljuschtschenko, Brian Joubert und viele weitere auf internationaler Ebene – Vierfachsprünge in ihrem Repertoire hatten. Um für eine Medaille bei den Olympischen Spielen 2006 infrage zu kommen, wurde es jedoch notwendig, einen Vierfachsprung zu erlernen. Weir begann mit dem Training im Hinblick auf die Olympischen Spiele, verkündete aber, dass er eher auf eine Medaille verzichten werde als den künstlerischen Wert seiner Programme einzuschränken. In den folgenden Jahren bezog er Vierfachsprünge in seine Programme ein, die ihm aber nur unregelmäßig gelangen. Weir sagte später, der Vierfachsprung sei durch seine ganze Karriere hindurch sein Erzfeind gewesen.
Anders als im Eiskunstlauf gemeinhin üblich dreht sich Johnny Weir bei seinen Sprüngen und Pirouetten im Uhrzeigersinn.
Weirs Stil galt als stark durch den russischen Eiskunstlauf beeinflusst. Er war insbesondere bei russischen Fans beliebt, was auch durch seine eigene Affinität zur russischen Kultur und seine gute Kenntnis der russischen Sprache zu erklären ist. Insgesamt versammelte Weir eine große internationale Fangemeinde hinter sich, während er in seinem sportlichen Umfeld mit seiner exaltierten Art oft aneckte. Er wurde gelegentlich dafür kritisiert, die Show über den Sport zu stellen; andere wiederum bewunderten sein kompromissloses Bekenntnis zu seinem eigenen Stil.
Bei der Diskussion seines Eislaufstils in den Medien war auch immer wieder seine unangepasste Geschlechterperformance ein Thema und wurde immer wieder zum Anlass für homophobe Angriffe. Während der Olympischen Spiele 2010 äußersten sich Claude Mailhot und Alain Goldberg, die Kommentatoren des kanadischen Sportsenders RDS, abfällig über Weirs Kostüm und Körpersprache. Sein graziles Auftreten sei schädlich für den Eiskunstlauf der Männer als Ganzes, denn es gebe Anlass zu der Befürchtung, dass Jungen, die mit dem Eiskunstlauf beginnen, so würden wie er. Weir sei daher ein schlechtes Vorbild und solle möglicherweise besser bei den Frauen antreten. Johnny Weir zeigte sich verärgert über die Kommentare und sagte, Männlichkeit bedeute für jeden etwas anderes. Generell habe er kein Interesse daran, sich dem gesellschaftlichen Mainstream anzupassen und ein traditionelles Ideal von Männlichkeit zu verkörpern.
Weirs Eislaufstil wurde häufig mit dem Evan Lysaceks verglichen, da dieser über Jahre Weirs Hauptkonkurrent im Wettbewerb war. Dabei wurde oft betont, dass Lysacek Stärke und Energie zu seiner Marke gemacht habe, Weir Eleganz und Grazie. Die Rivalität der beiden Sportler wurde auch als stellvertretend für das Spannungsfeld zwischen der athletischen und der künstlerischen Seite des Eiskunstlaufs gesehen. Rückblickend und losgelöst von dem Vergleich mit Lysacek wurden auch Weirs sportliche Errungenschaften wieder stärker gewürdigt. Bei seiner Einführung in die U.S. Figure Skating Hall of Fame im Jahr 2020 wurde seine Verbindung des Sportlichen mit dem Künstlerischen hervorgehoben.
Der zweimalige Olympiasieger Yuzuru Hanyū bewundert Johnny Weir und nahm sich ihn in seiner Juniorenzeit zum Vorbild. 2018 widmete Hanyū Johnny Weir sein Kurzprogramm, das er – wie Johnny Weir in den Jahren 2004–2006 seine Kür – zu dem Klavierstück Otoñal von Raúl Di Blasio lief.
Johnny Weir entwarf seine Kostüme selbst. Später entwickelte er auch Designs für andere, darunter das Kostüm für Yuzuru Hanyūs Kür der Saison 2013/14, das dieser bei den Olympischen Spielen 2014 trug. Mehrere Kostüme in der Eiskunstlauf-Animeserie Yūri!!! On Ice sind von Johnny Weirs Kostümen inspiriert. Weir drückte seine Wertschätzung für die Serie aus und sagte, dass er sich durch diese Würdigung geehrt fühle.

## Schauläufer, Sportkommentator und Trainer

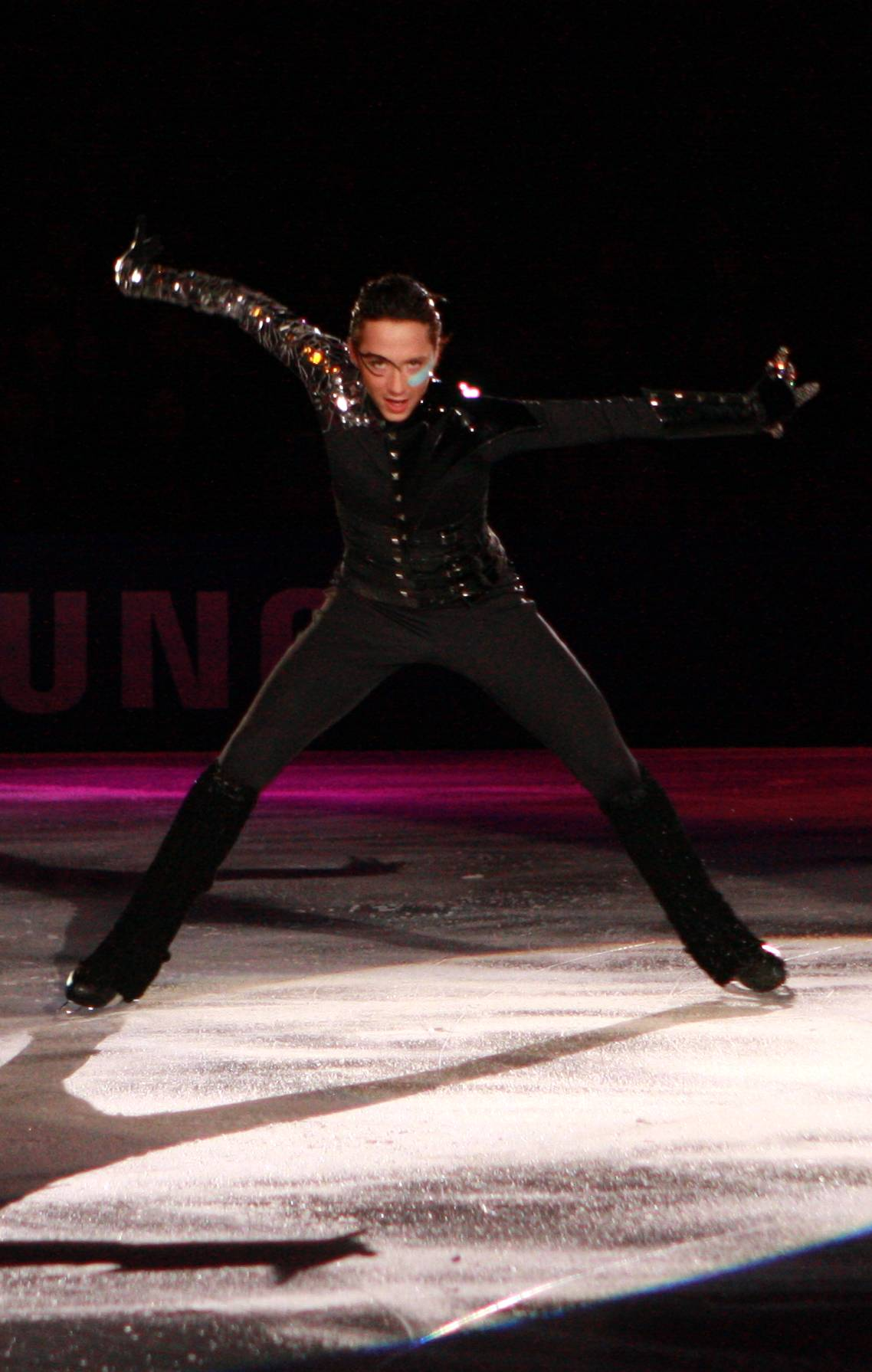
Johnny Weir in der Eisshow „Festa On Ice“ (2009)

Während der Olympischen Spiele in Sotschi wurde Weir Korrespondent für den Fernsehsender NBC. Gemeinsam mit Tara Lipinski wurde er in das feste Team aufgenommen, wo das Duo seitdem regelmäßig den Eiskunstlauf kommentiert.
In den zehn Jahren nach dem Ende seiner Wettbewerbskarriere trat Weir in zahlreichen Eisshows auf. Unter anderem gehörte er zur Stammbesetzung der japanischen Show Fantasy on Ice. Zuletzt trainierte er dafür im Skating Club of Wilmington. Dort gab Weir im Sommer 2023 in zwei ausverkauften Shows seine letzten Auftritte als Schauläufer in den USA. Anschließend ging er ein letztes Mal mit Fantasy On Ice auf Tournee in Japan.
Mit der Ankündigung des Endes seiner Tätigkeit als Schauläufer gab Weir 2023 die Gründung seiner eigenen Trainingsschule in Wilmington, der Johnny Weir Skating Academy, bekannt.

## Medienpräsenz außerhalb des Eiskunstlaufs
Von 2006 bis Frühjahr 2008 filmten ihn James Pellerito und David Barba. Die Dokumentation Pop Star on Ice wurde am 24. Mai 2009 beim Seattle International Film Festival uraufgeführt, bis in den Sommer 2009 auf verschiedenen Filmfestivals in den Vereinigten Staaten gezeigt und am 24. Dezember 2009 im Sundance Channel (USA) ausgestrahlt. Von Januar bis März 2010 wurde im selben Sender die mehrteilige Reality Show Be Good Johnny Weir ausgestrahlt. Ab Ende Januar und ab Mitte 2011 werden zwei weitere Staffeln in Logo ausgestrahlt.
Anfang 2011 veröffentlichte Weir seine Autobiografie Welcome to my World. Im Dezember 2010 gab es das Lied Dirty Love (Autor: Lucian Piane) schon auf seiner Website zu hören. Gleichzeitig mit dem Buch ist das Lied auch in den Online-Shops erhältlich. Es belegte kurz darauf Platz eins in den Verkaufscharts der japanischen Amazon-Website und Platz 22 in den iTunes Japan Dance charts.
Für die Fernsehsendung Access Hollywood war Weir gemeinsam mit Tara Lipinski Mode-Kommentator bei der Oscarverleihung 2014.
Im September 2019 nahm Weir als Egg an der zweiten Staffel des US-amerikanischen Ablegers von The Masked Singer teil und schied als erster Kandidat aus. 2020 nahm er an der Fernsehshow Dancing with the Stars teil, wo er als Vorletzter ausschied.
Weir spielt eine Nebenrolle in der 2020 auf Netflix veröffentlichten Serie Spinning Out.
Für NBC kommentierte Johnny Weir den Eurovision Song Contest 2022 für das US-amerikanische Publikum.

## Persönliches
Johnny Weir wurde in Coatesville, Pennsylvania, als Sohn von John and Patti Weir geboren und wuchs in Quarryville, Pennsylvania auf. Er hat einen vier Jahre jüngeren Bruder.
Er ist römisch-katholisch, bezeichnet sich aber als offen für andere Glaubenssysteme, inklusive des Praktizierens der Kabbala. „Ich glaube an alles gute und alles, das Liebe lehren kann und ich fühle, dass alle diese Dinge mich beschützen.“

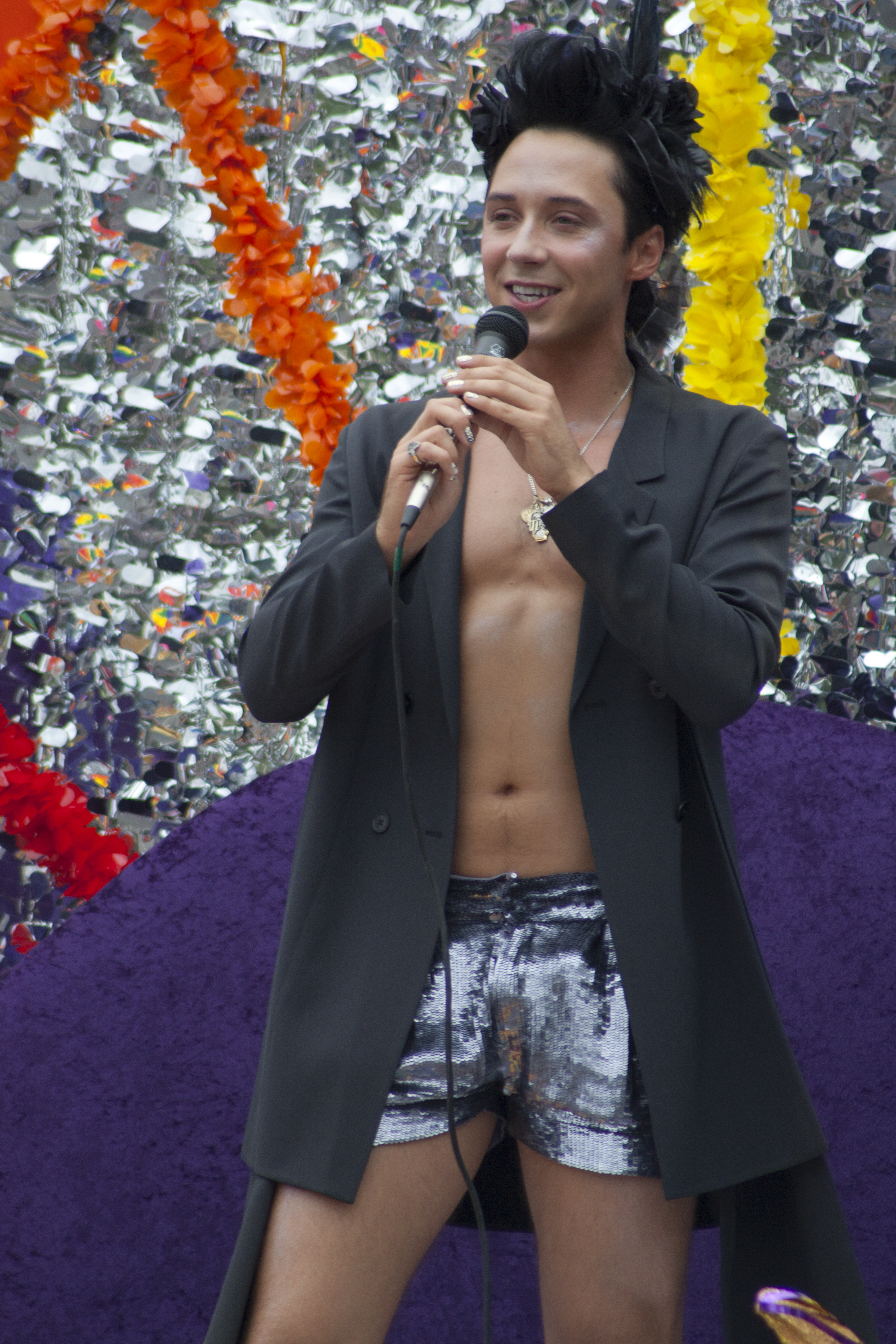
Johnny Weir bei der Pride Parade in Los Angeles, 2011

Weirs sexuelle Orientierung war lange Zeit Gegenstand medialer Spekulationen. Weir antwortete auf dergleichen Fragen oft mit „… es ist nicht Teil meines Sports und es ist privat. Ich kann schlafen, mit wem ich mir aussuche und es beeinflusst nicht, was ich auf dem Eis tue.“ In seiner Autobiografie Welcome to my World, in der er sich schließlich als homosexuell bekannte, nannte er als Grund dafür die vermehrten Suizide junger Homosexueller: „Angesichts von Menschen, die sich selbst umbringen und verängstigt ihre Homosexualität verbergen, hoffe ich, dass wenigstens ein Mensch Kraft aus meiner Geschichte ziehen kann.“ 2011 war Weir „Grand Marshal“ der Pride-Parade in Los Angeles.
Johnny Weir heiratete am Silvesterabend 2011 seinen Lebensgefährten Viktor Voronov, einen US-amerikanischen Rechtsanwalt russischer Herkunft. Er führte in dieser Zeit den amtlichen Doppelnamen Weir-Voronov. Die beiden ließen sich 2015 wieder scheiden. Als Gründe nannten sie „häusliche Schwierigkeiten“.
Weir lebt in Greenville (Delaware).

## Ehrungen
2010 wurde der Asteroid (12413) Johnnyweir, der 1995 von T. W. Kryatschenko entdeckt wurde, nach Weir benannt. Seine russischen Fans hatten diesen Vorschlag gemacht.
2020 wurde Weir in die U.S. Figure Skating Hall of Fame aufgenommen. Bereits 2013 war er unter den ersten Geehrten in der National Gay and Lesbian Sports Hall of Fame.

## Ergebnisse
| Meisterschaften/Jahr             | 2001  | 2002  | 2003  | 2004  | 2005  | 2006  | 2007  | 2008  | 2009  | 2010  | … | 2013  |
| -------------------------------- | ----- | ----- | ----- | ----- | ----- | ----- | ----- | ----- | ----- | ----- | - | ----- |
| Olympische Winterspiele          |       |       |       |       |       | 5.    |       |       |       | 6.    |   |       |
| Weltmeisterschaften              |       |       |       | 5.    | 4.    | 7.    | 8.    | 3.    |       |       |   |       |
| Vier-Kontinente-Meisterschaften  |       | 4.    |       |       |       |       |       |       |       |       |   |       |
| Juniorenweltmeisterschaften      | 1.    |       |       |       |       |       |       |       |       |       |   |       |
| US-amerikanische Meisterschaften | 6.    | 5.    | Z     | 1.    | 1.    | 1.    | 3.    | 2.    | 5.    | 3.    |   |       |
| –                                |       |       |       |       |       |       |       |       |       |       |   |       |
| Grand-Prix-Wettbewerb/Saison     | 00/01 | 01/02 | 02/03 | 03/04 | 04/05 | 05/06 | 06/07 | 07/08 | 08/09 | 09/10 | … | 12/13 |
| Grand-Prix-Finale                |       |       |       |       | Z     |       | Z     | 4.    | 3.    | 3.    |   |       |
| Skate America                    |       |       |       |       |       |       |       |       | 2.    |       |   |       |
| Skate Canada                     |       | 7.    |       |       |       | 7.    | 3.    |       |       |       |   |       |
| Cup of Russia                    |       |       | Z     |       | 2.    | 3.    | 2.    | 1.    |       | 4.    |   | Z     |
| Trophée Eric Bompard             |       | 4.    |       |       | 1.    |       |       |       |       |       |   |       |
| NHK Trophy                       |       |       | Z     |       | 1.    |       |       |       | 2.    | 2.    |   |       |
| Cup of China                     |       |       |       |       |       |       |       | 1.    |       |       |   |       |

- Z = Zurückgezogen